# CureVac
Curevac N.V. es una empresa biofarmacéutica alemana, con domicilio legal en los Países Bajos y cuya sede central está en la ciudad de Tubinga, Alemania. El objeto de su actividad es el desarrollo de terapias basadas en el ARN mensajero (ARNm).

## Historia
La empresa nació en 2000 a partir de las investigaciones realizadas por uno de sus fundadores, Ingmar Hoerr, en la Universidad de Tubinga, sin claros apoyos financieros. Los otros fundadores fueron Steve Pascolo, Florian von der Mulbe, Günther Jung y Hans-Georg Rammensee. La entidad ha centrado su labor en el desarrollo de vacunas para enfermedades infecciosas y fármacos para el tratamiento del cáncer y enfermedades raras. CureVac cuenta en enero de 2021 con más de 550 empleados.
Esta empresa ha mantenido colaboraciones con compañías farmacéuticas como Boehringer Ingelheim, Sanofi, Johnson & Johnson, Genmab, Eli Lilly and Company o GlaxoSmithKline y con organizaciones como la Fundación Bill y Melinda Gates e iniciativas como la Coalición para las Innovaciones en Preparación para Epidemias y la Iniciativa Internacional para la Vacuna contra el Sida.

### Accionistas y salida a Bolsa
Uno de los principales accionistas de la sociedad, que ha llegado a controlar más de un 80% de la compañía, es Dietmar Hopp, fundador de la empresa informática SAP y que se encuentra entre  las personas más ricas del mundo. En marzo de 2020, en los inicios de la pandemia de COVID-19, el diario alemán Die Welt, hizo público que el presidente de Estados Unidos, Donald Trump, había ofrecido una gran cantidad de dinero a CureVac para obtener en exclusiva el resultado de los ensayos.
Fuentes oficiales estadounidenses no desmintieron esta información, aunque matizaron que era exagerada. El gobierno alemán tampoco desmintió la noticia y en declaraciones al periódico británico, The Guardian, dijo que estaban "dialogando activamente" con CureVac y que Berlín "está muy interesado en que las vacunas y los agentes antivirales contra el nuevo coronavirus sean desarrollados en Alemania y en Europa". El ministro de economía alemán, Peter Altmaier, igualmente manifestó sobre esta posibilidad que "para el Gobierno alemán es de muy alto interés que la vacuna se produzca en Alemania y en Europa".
En junio de 2020, el Estado alemán invirtió 300 millones de euros para hacerse con el 23% del capital de la sociedad.
En julio de 2020, la empresa farmacéutica GlaxoSmithKline adquirió por 150 millones el 10% de CureVac. y un mes más tarde, el 15 de agosto, CureVac comenzó a cotizar en el índice NASDAQ.

## Vacuna COVID-19
En el ámbito de la Pandemia de COVID-19, Curevac ha desarrollado un proyecto de vacuna, CVnCoV (Denominación común internacional (IRN): Zorecimeran) contra el coronavirus, para el que en diciembre de 2020, inició un ensayo clínico de fase III con 36 500 participantes. En febrero de 2021, se encontraba en fase 3 de experimentación y en proceso avanzado de análisis en tiempo real por parte de la Agencia Europea del Medicamento.
En enero de 2021, Curevac anunció un acuerdo de colaboración con la multinacional farmacéutica Bayer para el desarrollo clínico de su vacuna contra el COVID-19, en la que esta va a aportar su experiencia en ensayos clínicos, en el ámbito legal para obtener la aprobación y en la distribución logística. Esta alianza se reforzó en febrero de este mismo año para utilizar también la red de fabricación de Bayer. De igual manera, firmó acuerdos de colaboraciión para la fabricación con la francesa Fareva y la suiza Novartis.
En febrero de 2021, el comité de medicamentos de uso humano (CHMP) de la Agencia Europea de Medicamentos inició una revisión continua del CVnCoV. La decisión de este comité de iniciar la revisión continua se basó en los resultados preliminares de los estudios de laboratorio (datos no clínicos) y los primeros estudios clínicos en adultos, que sugieren que la vacuna desencadena la producción de anticuerpos y células inmunitarias que se dirigen contra el SARS-CoV-2, el virus que causa la COVID-19. La revisión continua hasta que se disponga de suficientes pruebas para una solicitud formal de autorización de comercialización.
En abril de 2021, un portavoz de la compañía manifestó al periódico Augsburger Allgemeine, que "Ya estamos muy avanzados en los ensayos clínicos de fase tres y estamos esperando los datos para el paquete de aprobación final" y se prevé que la aprobación de su vacuna contra la COVID-19 se podría realizar en mayo o junio.
En junio de 2021, la empresa hizo público que la efectividad de su vacuna solo alcanzó un 47% para prevenir la enfermedad, en los ensayos clínicos.